# Tenoumer
Tenoumer je impaktní kráter v Mauritánii. Kráter se nachází na Sahaře a tvoří téměř dokonale zachovaný kruh. Má průměr 1,9 kilometru a okraj kráteru má výšku přibližně 100 metrů.
Z geologického hlediska je hornina, ve které se kráter Tenoumer nachází, velmi stará; její věk je přibližně 3,5 miliardy let, vznikla v krystaliniku. K ke vzniku kráteru došlo teprve před asi 21 400±9 700 lety v pleistocénu.

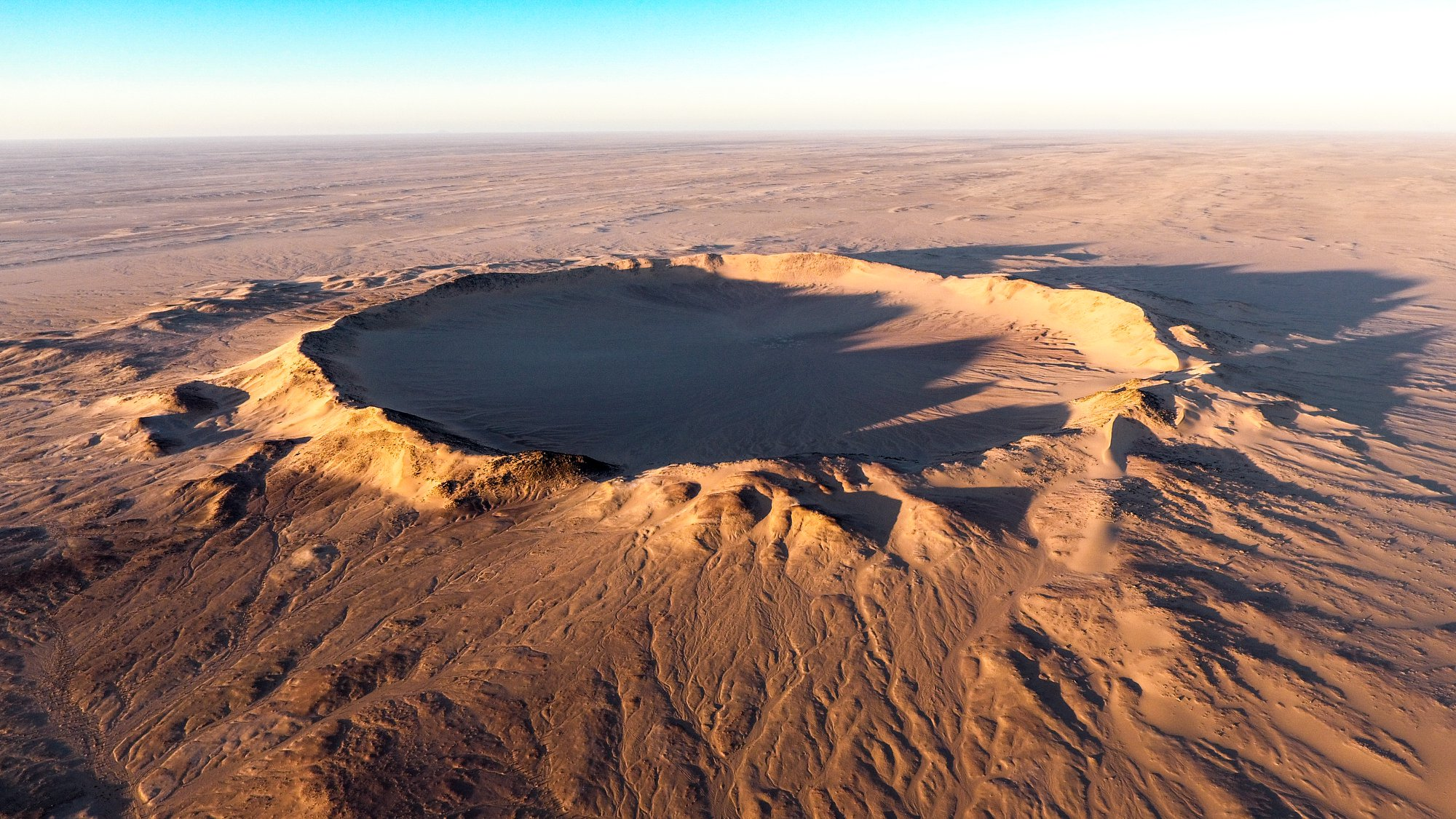
Letecký pohled na kráter Tenoumer

Dlouhou dobu se předpokládalo, že kráter je sopečného původu, který byl způsoben freatomagmatickou erupcí. Když byl vznik kráteru konečně objasněn, předpokládala se série impaktních událostí. Konkrétně Tenoumer a dva další krátery, Temimichat-Ghallaman a Aouelloul, jsou přesně v jedné přímce. V roce 2003 analyzovali vědci věk kráterů, když zkoumali jejich chemické složení. Podařilo se tak prokázat, že na rozdíl od původních předpokladů, krátery nepocházejí ze stejného nebeského tělesa.